# Horst von Restorff
Horst von Restorff (Lindenau, 8 dicembre 1880 – Lubecca, 27 aprile 1953) è stato un politico tedesco.

## Biografia
Restorff discendeva da un'antica famiglia del Meclemburgo, nota già nel XIII secolo e suo padre Detlev Cord von Restorff (1840-1909) era prefetto di Gut Lindenau presso Braunsberg; sua madre Winifred von Plessen (1859-1917) era sorella del generale Hans von Plessen e zia di Leopold von Plessen (1894-1971).
Horst studiò al Realgymnasium di Dessau e completati gli studi intraprese la carriera militare come sottotenente e poi tenente in un battaglione di Kaiserjäger della guardia, dal 1899 al 1907; nel 1907 ereditò il seggio di suo padre come prefetto di Gut Lindenau, che detenne fino al 1914, quando con la promozione di capitano della riserva prese parte alla prima guerra mondiale servendo sotto Johann von Zwehl nelle Fiandre  e poi sotto Hermann von Doetichem de Rande nell'esercito di August von Mackensen nei Balcani.
Durante l'epoca della Repubblica di Weimar von Restorff fu un esponente di spicco del Partito Popolare Nazionale Tedesco e deputato al Reichstag, nonché membro del consiglio di stato di Prussia e presidente del Kreises Heiligenbeil. La sua casa era frequentata da importanti personalità della società tedesca di allora, tra le quali Max von Gallwitz, Paul von Hindenburg, Schleischer, Hammerstein-Equord, Ferdinand von Bredow, Johann von Ravenstein, Hans Klaus von Werder, Oscar di Prussia, Christian von Pentz, Fritz Günther von Tschirschky, Friedrich von Prittwitz und Gaffron, Meissner, Wedige von der Schulenburg, Oldenburg-Januschau, Wilhelm von Gayl e Hans-Bodo von Alvensleben-Neugattersleben erano frequentatori abituali del suo salotto.
Nel 1923 sposò Franziska von Keudell (1900-1974), figlia del generale Robert von Keudell e sorella del ministro Walter von Keudell; ebbero otto figli: Cord von Restorff (1925-1991), Elise von Restorff (1926-2004), Elsbeth von Restorff (1928-), Eccard von Restorff (1929-1956), Otto von Restorff (1931-), Winifred von Restorff (1934-), Cecilie von Restorff (1936-1963) e Walter von Restorff (1938-).
Seguace di Kuno von Westarp e Hans-Erdmann von Lindeiner-Wildau, nel 1932 lasciò il Reichstag per non essere coinvolto nel nazismo ed entrò a far parte dell'Abwehr di Wilhelm Canaris e Hans Oster, raccogliendo numerosi amici (come von Prittwitz und Gaffron o Botho-Wendt zu Eulenburg) nell'Abwehr, gettando le basi di una grande cospirazione antinazista all'interno dei servizi segreti. Nel 1941 lasciò anche l'Abwehr per ragioni di salute e sebbene non avesse direttamente reso parte alla cospirazione del 20 luglio, nell'ottobre 1944 fu arrestato dalla Gestapo e giudicato al Tribunale del popolo, ma a causa delle testimonianze contro di lui, il suo procedimento legale fu archiviato.
Dopo la seconda guerra mondiale cercò di riottenere alcuni dei suoi terreni in Prussia tramite l'amico Thilo von Trottha, senza successo, e allora emigrò nello Holstein, nella Germania Ovest, e morì a Lubecca il 27 aprile 1953.
| Controllo di autorità | VIAF (EN) 30643228 · ISNI (EN) 0000 0000 2092 2433 · GND (DE) 13035757X |